# Jason Kui
Jason Kui，香港結他手及音樂人，23歲登上香港紅館擔任結他樂手。Jason Kui過去數年在世界各地參與超過135場演出，曾和RubberBand、謝霆鋒、容祖兒、林憶蓮、方大同、陳奕迅、楊千嬅、柳應廷等合作，於2013年亦為內地綜藝節目「我是歌手」主結他手。

## 音樂作品

### 單曲
- 2023年：Jason Kui、乙女新夢 - 人間覺醒

### 專輯
- 2017年：＜Absence Of Words>
- 2020年：<NAKA>

## 創作作品列表

### 2017年
- 林奕匡 - 有淚多好（編）
- 許廷鏗 - 強迫症進行曲（編）

### 2018年
- 鄧健泓 - 2+2=4（編）
- 林奕匡 Feat. 區子琳 - 從世界到我家（編）

### 2021年
- 石詠莉 - 100歲備忘錄（編、監）

### 2022年
- 石詠莉 - Rainy Day 詠莉日（編、監）
- 吳林峰 Feat. 樂壇已死大合唱團 - 樂壇已死（編）
- RubberBand - 好好地過（編）
- 洪嘉豪 - 及時行樂（編）
- 吳保錡 Feat. Dee - Am I Crazy?（監）
- RubberBand - 這刻我們（編、監）

### 2023年
- 吳保錡 - Echo My Heart（監）
- Jason Kui、乙女新夢 - 人間覺醒（曲）
- RubberBand - 戀人日常（的直線抽擊）（曲、編、監）
- RubberBand - 宇宙大王（曲、編、監）
- RubberBand - 不如散步（曲、編、監）
- RubberBand - Be Right Back（曲、編、監）
- RubberBand - 只能給你奏着（曲、編、監）
- Dead Footboy - 404死腳膠（曲、編、監）

### 2024年
- Dead Footboy - 《音思路》 (YUM ZERO)（曲、編、監）

### 2025年
- 黃心穎 - 《看透世間美事》（監）